# Бернардин Сиенский
Бернардин Сиенский (итал. Bernardino da Siena, в миру Bernardino degli Albizzeschi), также известный как просто Бернардин, (8 сентября 1380 — 20 мая 1444) — католический святой, покровитель работников сферы Связи с общественностью, францисканский миссионер и итальянский священник, вместе с Иоанном Капистранским основавший бернардинскую ветвь францисканцев (бернардинцев, обсервантов).

## Биография

### От рождения до священничества
Бернардин родился в 1380 году в дворянской семье Альбизески в итальянском городке Масса-Мариттима (Тоскана), где его отец в то время был губернатором. Оставшись сиротой в шесть лет, был воспитан набожной тётей. По завершении образования он уходит из дома, и начинает своё служение милосердия в больницах. Во время изучения гражданского и канонического права в Сиене, он работает в больнице Санта-Мария делла Скала (итал. Santa Maria della Scala). Когда в городе в 1400 году началась эпидемия чумы, вместе с 12 юношами принял на себя руководство госпиталем и в течение 4 месяцев с риском для жизни помогал больным, облегчая их страдания. Затем взял на себя заботу о больной тётке, а после её смерти стал проводить время в посте и молитвах. Согласно преданию, во время одной из таких молитв ему явился образ страдающего на кресте Христа, после чего раздал все своё имущество бедным и 8 сентября 1402 года в возрасте 22 лет вступил в орден францисканцев; через год принес монашеские обеты в одном из францисканских монастырей Сиены, однако вскоре перешел в монастырь францисканцев-обсервантов с более строгим уставом в мест. Коломбиано. 8 сентября 1404 г. он стал священником, но на протяжении последующих 12 лет воздерживался от проповедей, продолжая вести уединенную жизнь.

### Странствующий проповедник
В 1416 г. начал свои пешие странствия, проповедуя в каждом городе и каждой деревне на своем пути (первая публичная проповедь, снискавшая ему известность, состоялась в 1417 в Милане).
За своё более чем 30-летнее служение Святой Бернардин проповедовал по всей Италии, тем самым сыграв важнейшую роль в христианском духовном пробуждении XV века. Его успех можно назвать выдающимся, так как поговорить с ним приходили гигантские толпы народа. Атаковал грех содомии, в то время начавший поражать некоторые слои итальянского общества:

О, Италия, насколько ты более разложена, нежели другая страна! Иди к германцам и послушай те лестные вещи, что говорятся об итальянцах! Они говорят, что нет на свете более содомитского народа, чем итальянцы.
Оригинальный текст (итал.)O Italia, quanto ne se' contaminata più che altra provincia ! Va' a tedeschi, e ode che bello vanto e' danno a' Taliani! Dicono che non è generazione al mondo, che sieno maggiori sodomitti che Italiani.
— Бернардин Сиенский.

### От Папского суда до кончины
В 1427 году он предстал в Риме перед судом, обвиняемый в ереси, однако сумел впечатлить папу Мартина V своей проповедью, и судебное преследование было прекращено, Бернардин был найден невиновным в ереси. 80 дней он проповедовал ежедневно, причем в то время нормальная проповедь длилась около часа, а его речи перед толпой могли продолжаться иной раз и до четырёх часов кряду.
В том же самом году ему предложили сан епископа Сиенского, однако он отклонил предложение, ссылаясь на стремление своё продолжать подвижничество и евангелическую активность. В 1431 году он посещает с проповедью Тоскану, Ломбардию и Анкону, просле чего возвращается в Сиену, как раз успевая туда, чтобы предотвратить войну с Флоренцией. Также в 1431 году он отклонил предложение епископства Феррарского и в 1435 году он не принимает сан епископа Урбино.
После его смерти незамедлительно последовали сообщения о чудесах и Бернардин был канонизирован в 1450 году папой римским Николаем V, всего через шесть лет после своей кончины. Его день поминовения назначен Римско-католической церковью на 20 мая, день его смерти.

## Покровительство
Святой Бернардин является патроном всей рекламной деятельности, массовых коммуникаций и PR, к нему обращаются в молитвах католики при возникновении проблем с дыхательной системой. В честь него назван округ Сан-Бернардино в Калифорнии, крупнейший по площади на территории континентальных штатов США.